# (14996) 1997 VY2
1997 في واي 2 (ويعرف أيضًا باسم (14996) 1997 في واي 2 وفق تسمية الكوكب الصغير) (بالإنجليزية: 1997 VY2)‏ هو كويكب ضمن حزام الكويكبات؛ وترتيبه 14996 من حيث الاكتشاف.
اكتُشف هذا الجُرم الفلكي بواسطة Atsushi Sugie ‏ في 5 نوفمبر 1997.

## وصلات خارجية
- (14996) 1997 VY2 في قاعدة بيانات مختبر الدفع النفاث لأجرام النظام الشمسي الصغيرة

- الاكتشاف · مخطط المدار ·  العناصر المدارية · المعلمات المادية

- (14996) 1997 VY2 على موقع ويكي سكاي: DSS2, SDSS, GALEX, IRAS, Hydrogen α, X-Ray, Astrophoto, Sky Map, Articles and images